# Балет в Азербайджане
Азербайджанский балет (азерб. Azərbaycan baleti) — достижения балетной культуры азербайджанского народа.

## История
Первый азербайджанский балет «Девичья башня» был сочинен Афрасиябом Бадалбейли в 1940 году. Помимо музыки, композитор написал также первое либретто к нему. «Девичья башня» также стал первым балетом на мусульманском Востоке.
В 1950 году на сцене Азербайджанского театра оперы и балета им. М. Ф. Ахундова был поставлен второй национальный балет «Гюльшен» С. Гаджибекова.
Новым этапом в азербайджанской музыке стал балет К. Караева «Семь красавиц» (1952, по одноименной поэме Низами, балетмейстер П. А. Гусев, Азербайджанский Театр Оперы и Балета). Азербайджанский балет стал известен за пределами республики благодаря двум балетам К. Караева: «Семь красавиц» (Yeddi Gözəl, 1952) и «Тропою грома» (İldırımlı yollarla, 1958). Балет «Семь красавиц» заложил основу новой музыкальной драматургии в балетном искусстве Азербайджана, сыграв важную роль в становлении балетного жанра.
Такие танцоры как народные артистки СССР Гамэр Алмасзаде и её ученица Лейла Векилова, а также народные артистки Азербайджанской ССР Чимназ Бабаева и Рафига Ахундова сделали значительный вклад в азербайджанский балет.

## Известные балеты
- «Девичья башня» Афрасияба Бадалбейли
- «Улыбающийся человек»  Афрасияба Бадалбейли
- «Караджа» Афрасияба Бадалбейли
- «Тарлан» (детский балет) Афрасияба Бадалбейли
- «Семь красавиц» Кара Караева
- «Тропою грома» Кара Караева
- «Лейли и Меджнун» Кара Караева
- «Шур» (хореографическая новелла) Фикрета Амирова
- «Сказание о Насими» Фикрета Амирова
- «Покорители Каспия» (вокально-хореографическая поэма) Фикрета Амирова
- «Тысяча и одна ночь» Фикрета Амирова
- «Hизами» Фикрета Амирова.
- «Легенда о любви» Арифа Меликова
- «Сильнее смерти» Арифа Меликова
- «Двое на Земле» Арифа Меликова
- «Поэма двух сердец» Арифа Меликова
- «Белые и черные» Хайяма Мирзазаде
- «Любовь и смерть» Полада Бюльбюль-оглы
- «Тени Гобустана» Фараджа Караева
- «Бабек» Акшина Ализаде

## Известные танцоры
- Рафигa Ахундова
- Мадина Алиева
- Гамэр Алмасзаде
- Чимназ Бабаева
- Гюльагаси Мирзоев
- Тамилла Ширалиева
- Лейла Векилова